# Жавхлант
Жавхлант (монг.: Жавхлант) – сомон Селенгійського аймаку, Монголія. Територія 1,2 тис. км кв., населення 1,8 тис. чол.. Центр – селище Жаргалант розташований на відстані 70 км. від Сухе-Батора та 280 км від Улан-Батора.

## Рельєф
Ріки Хараа, Ероо, є невисокі гори (до 1500 м).

## Корисні копалини
Запаси свинцю та будівельних матеріалів.

## Клімат
Клімат різкоконтинентальний, середня температура січня -25 градусів, липня + 16, щорічна норма опадів 300-350 мм.

## Тваринний світ
Водяться вовки, дикі кішки-манули, лисиці, корсаки.

## Соціальна сфера
Школа, лікарня, торговельно-культурні центри.